# Ligue Antilles
La Coupe VYV du nom du sponsor (ex-Trophée Mare-Gaillard), anciennement baptisé Ligue Antilles de football est une compétition annuelle de football créée lors de la saison 2003-2004 et qui réunit les 4 meilleurs clubs guadeloupéens et les 4 meilleurs clubs martiniquais. Depuis 2018 les clubs de Guyane y participent avec la création  d'un nouveau format qui voit le jour et à partir de 2020 ceux de Saint Martin avec également un nouveau format. Le sponsor officiel de cette compétition est la Mutuelle Mare Gaillard.
Cette compétition est créée lorsque les clubs guadeloupéens et martiniquais ont cessé de participer au CFU Club Championship, compétition de l'Union caribéenne de football.

## Formats successifs

### Différents formats avant 2008
L'ancien format de la compétition voyait les huit équipes se répartir en deux groupes de quatre sous le système des matches aller-retour. Le premier de chaque groupe était qualifié directement pour la finale, les deuxièmes disputaient un match pour la troisième place.
Mais depuis la saison 2007-2008, la compétition a changé de formule, fini les phases de groupe et le match pour la troisième place, la compétition démarre dès les quarts de finale.
Lors de l'édition 2009, et sans doute à cause des troubles sociaux du début d'année aux Antilles françaises, le calendrier assez restreint en dates, a fait que la compétition change encore de formule avec une répartition en deux zones (Guadeloupe et Martinique) et le vainqueur de chaque zone s'affronte dans une grande finale interrégionale pour désigner le Champion des Antilles de football.

### Depuis 2018
Pour l'édition 2018, les équipes de Guyane participent à la compétition. Dans chacun des trois territoires, les quatre meilleures équipes de la précédente édition des championnats locaux respectifs s'affrontent lors de demi-finales puis d'une finale locale. Ce premier tour local fait place à un tournoi à quatre équipes : deux de la ligue hôte du tournoi et une de chacune des deux autres ligues.

### Depuis 2020
Pour l'édition 2020, les équipes de Saint Martin participent à la compétition. Le champion de Saint Martin affronte en barrage le deuxième du championnat du pays hôte. Le vainqueur se qualfie pour les demi-finales final du tournoi.

## Palmarès
- 2004 :  Club Franciscain
- 2005 :  Club Franciscain
- 2006 :  Racing Club de Rivière-Pilote
- 2007 :  Club Franciscain
- 2008 :  Club Franciscain
- 2009 :  Samaritaine de Sainte-Marie
- 2010 :  Club Franciscain
- 2011 :  Aiglon du Lamentin
- 2012 :  Club Colonial de Fort-de-France
- 2013 :  Racing Club de Rivière-Pilote
- 2014 :  CS Moulien[2].
- 2015 :  Racing Club de Rivière-Pilote
- 2016 :  CS Moulien
- 2017 :  Golden Lion de Saint-Joseph
- 2018 :  Golden Lion de Saint-Joseph
- 2019 :  Aiglon du Lamentin
- 2020 :  ASC Le Geldar
- 2021 :  CS Moulien
- 2022 :  Club Franciscain
- 2023 :  La Gauloise de Basse-Terre
- 2024 :  AS Étoile de Matoury[3]
- 2025 :  Golden Lion de Saint-Joseph[4]